# Palazzo Dandolo

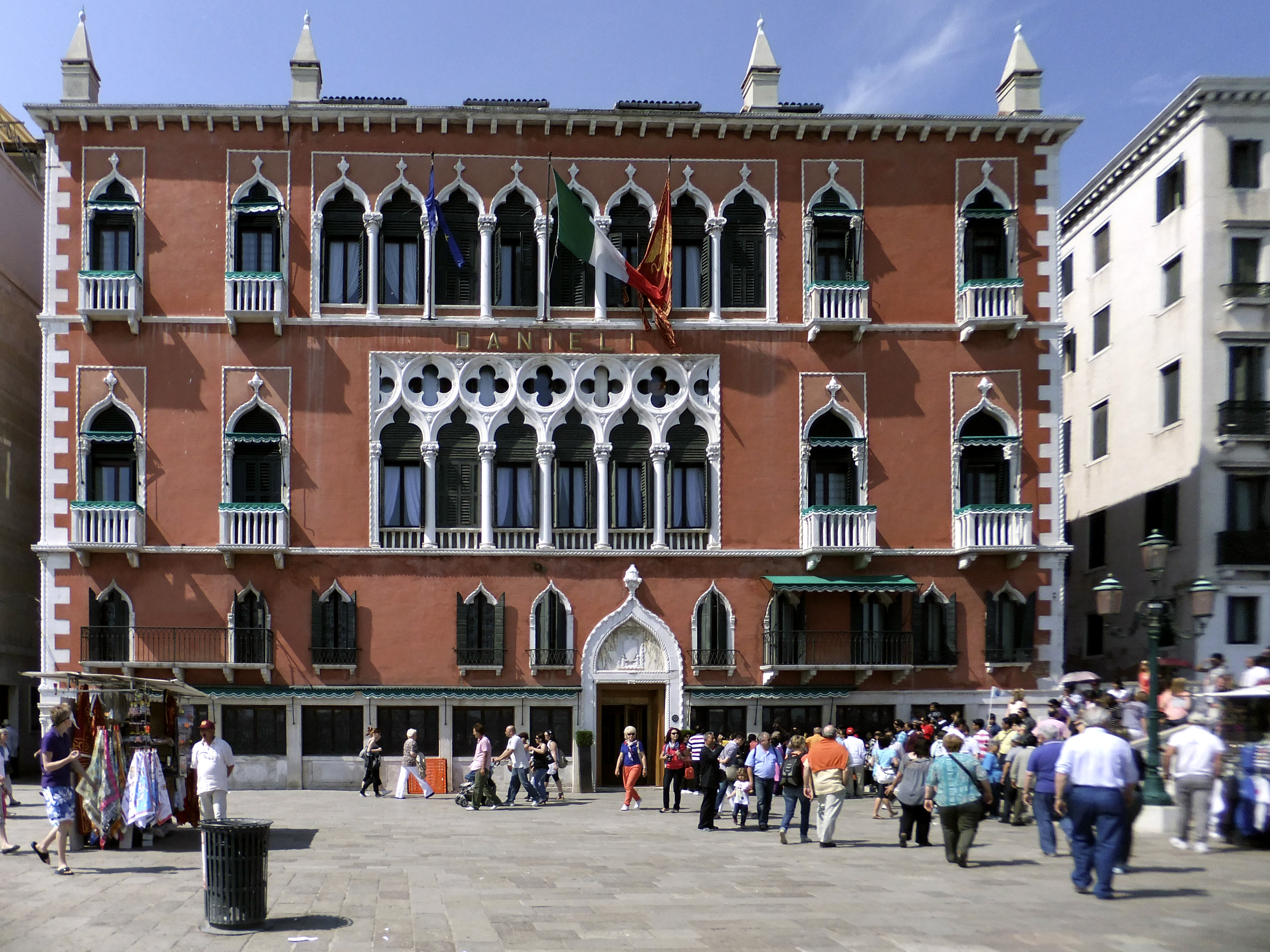
Palazzo Dandolo, heute Hotel Danieli

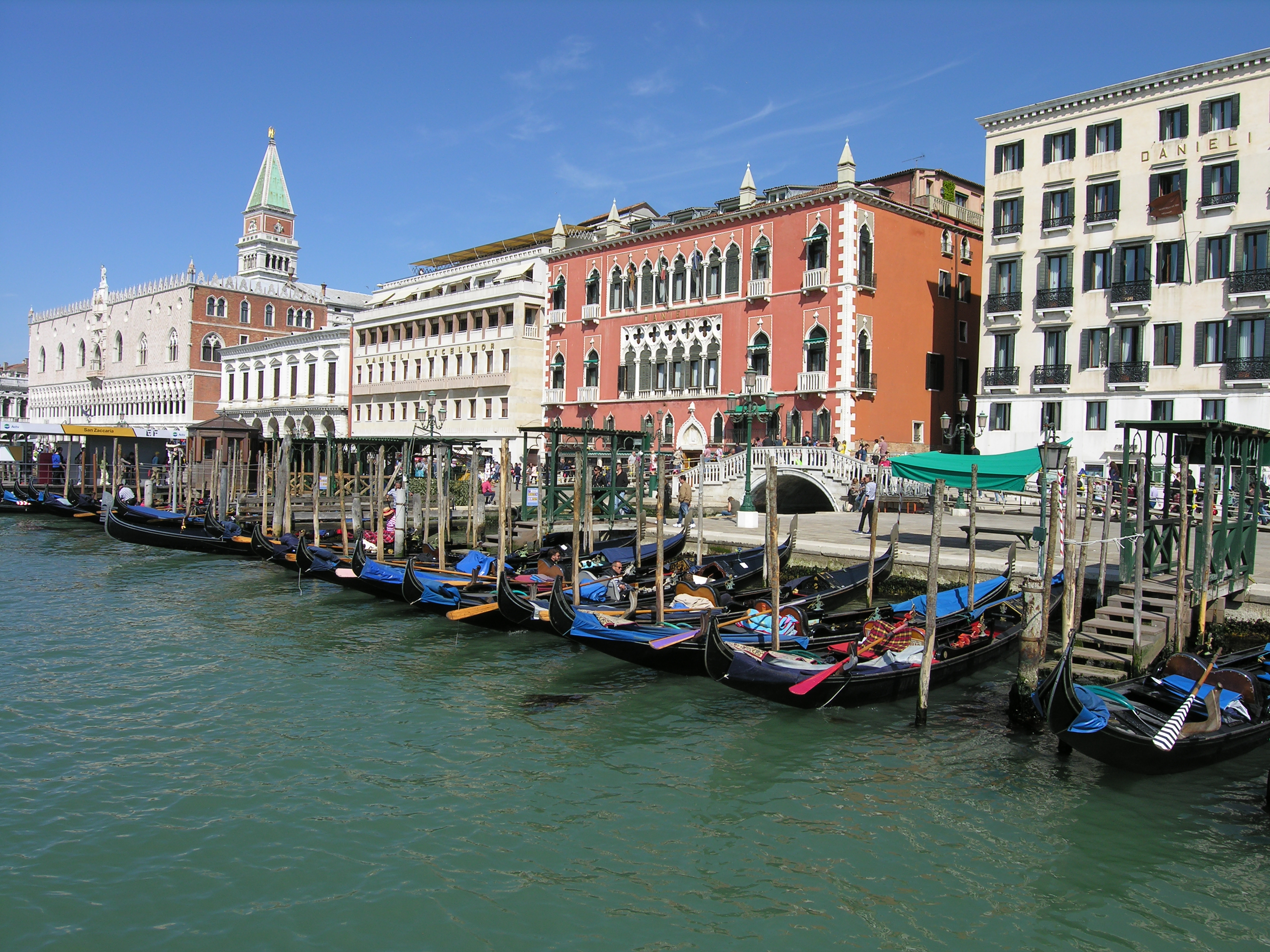
Fassade (in Rot), links der Dogenpalast

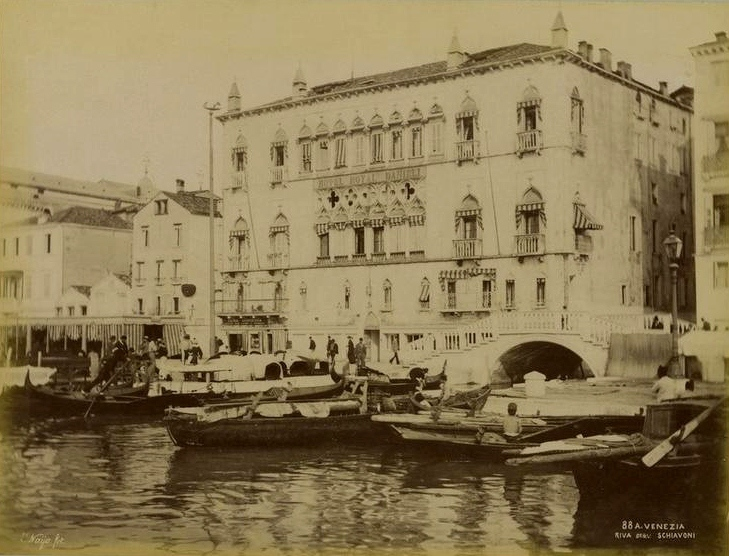
Altes Foto von Carlo Naya

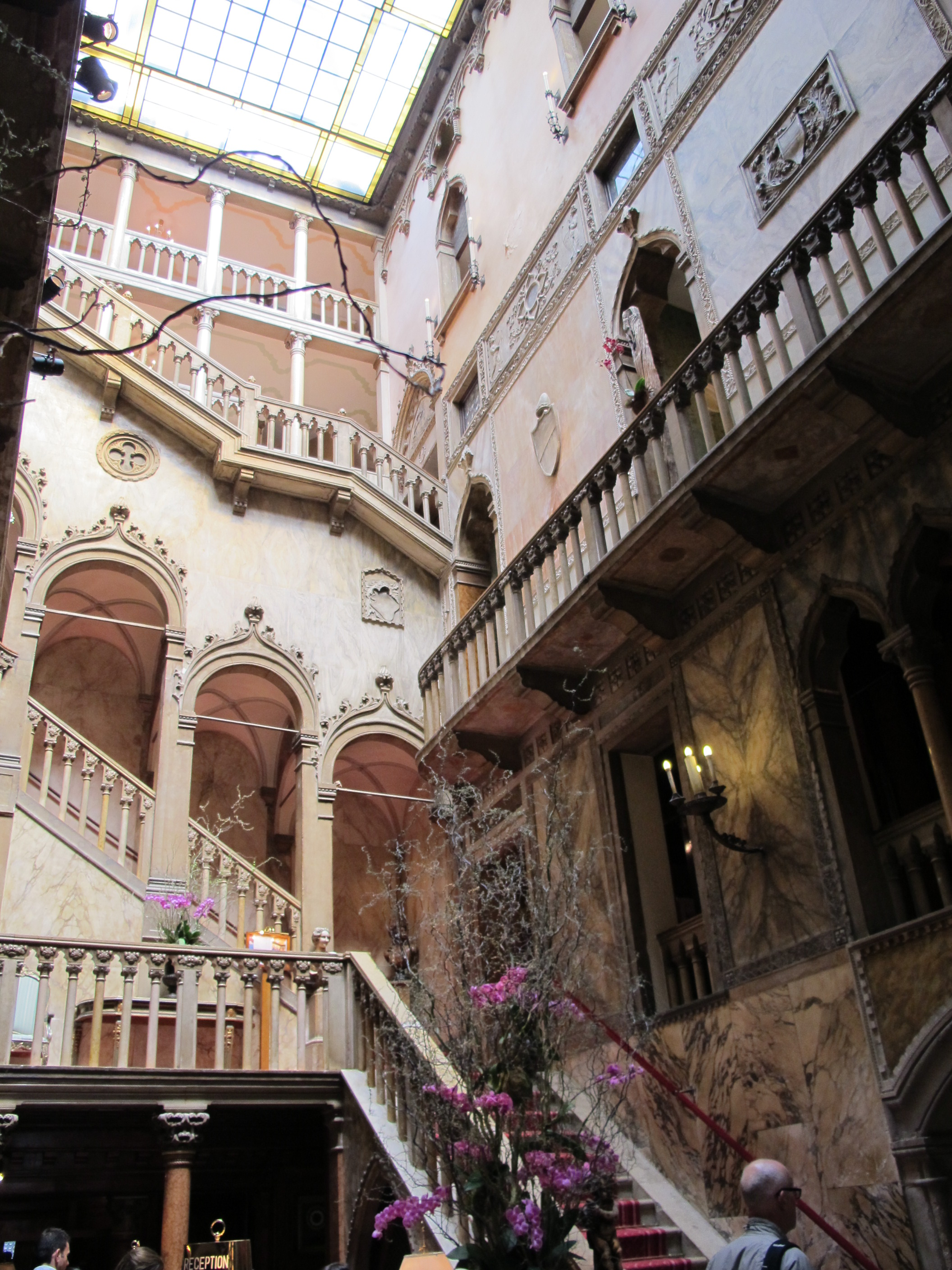
Innenhof im maurischen Stil

Palazzo Dandolo, heute der alte Teil des Hotel Danieli, ist ein Palast in Venedig in der italienischen Region Venetien. Er liegt im Sestiere Castello am Riva degli Schiavoni in der Nähe des Markusplatzes, zwischen dem Hotel Excelsior und dem modernen Teil des Hotel Danieli.

## Geschichte
Den Palast ließ die Familie Dandolo im 14. Jahrhundert erbauen. Später wurde das Eigentum an dem Anwesen zwischen den Töchtern der Familie aufgeteilt. 1536 kaufte die Familie Gritti einen Teil des Palastes. Danach fiel er an die Bernardis, die Mocenigos und die Nanis. In diesem Palast fanden etliche Empfänge statt. 1530 wurde dort die Wahl des Königs von Böhmen und Ungarn zum König der Römer gefeiert und 1629 fand in diesem Palast der Empfang zur Hochzeit von Giustiniana Mocenigo (Mitglied der Eigentümerfamilie des Palastes) und Lorenzo Giustinian statt. Bei dieser Gelegenheit wurde das musikalische Drama Proserpina rapita von Giulio Strozzi aufgeführt. 1822 kaufte Giuseppe dal Niel, genannt „Danieli“,  das Gebäude und ließ es zu einem Hotel umbauen. Dann wurde eine grundlegende Restaurierung durchgeführt, bei dem die Innenräume in neugotischem Stil verändert wurden. Diese Umbauten wurden vom Architekten Tranquillo Orsi geplant.

## Beschreibung

### Fassade
Die Fassade des Palastes zeigt sich klar gotisch, was man an den Fensterrahmen in istrischem Kalkstein sieht, deren Ausdruckskraft sich am Sechsfachfenster des ersten Hauptgeschosses konzentriert. Darüber sitzen sieben gotische Blumenmuster, fünf Vierpässe und zwei halbe Vierpässe. Dieses Fenster wird von zwei Paaren von Einzelfenstern flankiert, die mit Dreipässen geschmückt sind. Im zweiten Hauptgeschoss sitzt in der Mitte ein durch seinen außergewöhnlich schnellen Rhythmus besonders ungewöhnliches Achtfachfenster. Im Erdgeschoss findet sich ein einfaches Portal aus istrischem Kalkstein.

### Innenräume
Die Innenräume, die in neugotischem Stil renoviert wurden, zeigen zahlreiche Anklänge an das Mittelalter. Zentrales Element des Hauses ist der große Innenhof, den eine goldene Treppe und mit maurischen Bögen und kleinen, orientalischen Säulen verzierte Galerien dominieren. Diese Restaurierung ist ein Beispiel für Faszination internationaler Touristen durch das dekadente Antlitz Venedigs. In den Räumen finden sich Kunstwerke, antike Möbel und Lampen aus Murano.

## Hotel Danieli
Im Hotel Danieli sind schon viele bekannte Persönlichkeiten abgestiegen, darunter Goethe, Alfred de Musset, Marcel Proust, Honoré de Balzac, Wagner, Jean Cocteau, John Ruskin, Claude Debussy, George Sand, Charles Dickens, Eugenio Montale, Percy Shelley. George Sand und Alfred de Musset weilten als Liebende in diesem Hotel, aber ihre Beziehung war von gegenseitigem Verrat geprägt. Viele Regierende und gekrönte Häupter Europas waren schon in diesem Hotel zu Gast. 1948 wurde links des Hauptgebäudes ein neues Hotelgebäude angebaut. Dies wurde jedoch mit bitterer Polemik quittiert, da an diesem Ort der Doge Vitale Michiel II. zu Tode gekommen war und 1172, im Jahr des Mordes, keine Gebäude mehr gebaut werden durften, die höher als eine Etage waren.